# Arsenic et Vieilles Dentelles (film)
Pour les articles homonymes, voir Arsenic et Vieilles Dentelles (homonymie).
Pour plus de détails, voir Fiche technique et Distribution.
Arsenic et Vieilles Dentelles (Arsenic and Old Lace) est un film américain réalisé en 1941 par Frank Capra, sorti aux États-Unis en 1944. Il est adapté de la pièce de théâtre homonyme en trois actes de Joseph Kesselring inspirée par la vie de Vera Renczi, d'abord intitulée Bodies in Our Cellar (« Des cadavres dans notre cave »), jouée à Broadway de 1941 à 1944.

## Synopsis
Mortimer Brewster vient annoncer à ses deux tantes Adèle (Dorothy dans la pièce de Théâtre) et Martha, qui l'ont élevé, son mariage avec la fille du révérend Harper, qui habite la maison d'en face. Mais il découvre, caché dans un coffre sous la fenêtre, le cadavre d'un vieil homme. Ses deux tantes lui avouent alors, le plus ingénument et le plus naturellement du monde, qu'elles se sont fait une spécialité de supprimer les vieux messieurs seuls au monde en vue de leur rendre service, non sans prononcer sur eux des oraisons funèbres.
La maison est aussi habitée par Theodore, frère de Mortimer. Theodore est passablement fou : il se prend pour le Président Roosevelt et sonne la charge à tout bout de champ avec un clairon ou en hurlant. C'est lui qui se charge de creuser les trous dans la cave pour les cadavres alors qu'il croit participer à la construction du canal de Panama.
Pour stopper l’activité meurtrière de ses tantes, Mortimer essaie de faire envoyer Theodore en asile psychiatrique.
Apparaît alors Jonathan Brewster, l'autre frère de Mortimer, un dangereux meurtrier psychopathe — accompagné du couard docteur Einstein qui l'a opéré plusieurs fois pour masquer son identité à la police — venu lui aussi cacher un cadavre dans la maison de ses tantes.

## Fiche technique
- Titre français : Arsenic et Vieilles Dentelles
- Titre original : Arsenic and Old Lace
- Réalisateur : Frank Capra
- Scénario : Julius J. Epstein et Philip G. Epstein, d'après la pièce homonyme de Joseph Kesselring
- Production : Frank Capra ; producteur exécutif : Jack Warner
- Société de production et de distribution : Warner Bros.
- Musique : Max Steiner
- Photographie : Sol Polito
- Montage : Daniel Mandell
- Directeur artistique : Max Parker (en)
- Costumes : Orry-Kelly
- Assistant réalisateur : Jesse Hibbs
- Pays d'origine :  États-Unis
- Format : Noir et blanc - 1,37:1 - son monophonique (RCA Sound System) - 35 mm
- Genre : comédie noire
- Langue : anglais
- Durée : 118 minutes
- Dates de sortie : 
  -  États-Unis : 1er septembre 1944 (première à New York), 23 septembre 1944 (sortie nationale)
  -  France : 20 décembre 1946

## Distribution
- Cary Grant (VF : François Richard) : Mortimer Brewster, l'écrivain
- Priscilla Lane (VF : Raymonde Reynard) : Elaine Harper, la fille du pasteur et fiancée de Mortimer
- Raymond Massey (VF : Pierre Morin) : Jonathan  « Frankenstein » Brewster, le frère psychopathe de Mortimer
- Josephine Hull (VF : Germaine Michel) : Adèle Brewster, la vieille tante et assassine
- Jean Adair : Martha Brewster, la vieille tante et assassine
- John Alexander (VF : Claude Péran) : Theodore « Roosevelt » Brewster, le frère fou
- Edward Everett Horton (VF : Richard Francœur) : Mr. Witherspoon, le directeur de l'asile psychiatrique
- Peter Lorre (VF : Frédéric O'Brady) : le docteur allemand Einstein
- Grant Mitchell (VF : Allain Dhurtal) : le révérend Harper, le voisin des tantes Brewster
- James Gleason : le lieutenant Rooney
- Jack Carson (VF : Robert Dalban) : l'agent Patrick O'Hara, le flic écrivain
- John Ridgely : l'agent Saunders
- Edward McNamara : le sergent de police Brophy
- Vaughan Glaser (VF : Jean d'Yd) : le juge Cullman
- Chester Clute (en) (VF : Camille Guérini) : le docteur Gilchrist
- Edward McWade (VF : Paul Ville) : Mr. Gibbs
- Garry Owen : le chauffeur de taxi
- Charles Lane (VF : Albert Montigny) : le premier journaliste
- Hank Mann : le second journaliste avec un appareil photo
- Spencer Charters : l'employé de l'état-civil

## Analyse
Le film est devenu un des grands classiques de la comédie américaine, remportant un succès qui ne faiblit pas les décennies passant. La gageure de l'adaptation cinématographique d'une pièce de théâtre pour en faire un film de près de deux heures en huis clos est devenu une référence en la matière, grâce à un dosage dans la graduation et l'accumulation progressive des situations, des effets et des retournements.
Ces éléments, dont la plupart figurent dans la pièce d'origine, sont servis par une interprétation qui a marqué les esprits, dont on retient surtout l'interprétation de Cary Grant qui échappe au ridicule dans sa plongée, progressive et ahurie, dans une simili-folie, et celle du couple formé par le docteur Einstein (le piètre chirurgien esthétique joué par Peter Lorre) et Jonathan Brewster, son malheureux patient (Raymond Massey), à qui il a fait la tête de la créature de Frankenstein telle qu'elle était interprétée par Boris Karloff, ce dernier ayant créé le personnage de Jonathan Brewster sur scène, avec déjà le clin d’œil à Frankenstein.

## Autour du film
- August Strindberg est cité par le héros, Mortimer Brewster (Cary Grant), qui compare l'histoire de sa famille excentrique, perturbée et meurtrière à ce que cela donnerait « si Strindberg écrivait Hellzapoppin »…

## Commentaire
Le premier numéro de Radio-Loisir, futur Télérama, daté du 2 février 1947 contient une critique du film signée de Roger Fressoz, futur directeur du Canard enchaîné